# Асмус, Кристина Игоревна
Кристи́на И́горевна А́смус (урождённая Мяснико́ва; род. 14 апреля 1988, Калининград, Московская область) — российская актриса театра и кино. Получила известность после исполнения роли Вари Черноус в телесериале «Интерны» (2010—2013).

## Биография
Кристина Мясникова родилась 14 апреля 1988 года в Калининграде (ныне — Королёве) Московской области. Мама — Рада Викторовна, отец — Игорь Львович, также есть три сестры: старшие — Екатерина и Ольга, обе родились в Саратове, и младшая, Карина, родилась в Королёве. Используемый псевдоним Асмус — фамилия деда по материнской линии, который имеет немецкие корни.
В юности занималась спортивной гимнастикой, получила разряд кандидата в мастера спорта. Будучи школьницей, играла в спектакле Е. Махониной «А зори здесь тихие…» (Женя Комелькова) в театре «МЕЛ», а после окончания школы — в спектакле Н. Ермаковой «Портрет мадемуазель Таржи» (Фантин) в театре юного зрителя города Королёва.
В 2005 году поступила в Школу-студию МХАТ на курс К. А. Райкина, но учёба не сложилась. В 2008 году поступила в Театральное училище им. Щепкина на курс Бориса Клюева.
Одной из дебютных ролей на телеэкране стала роль племянницы Григория Насти в 404-й серии сериала «Понять. Простить». В 2008 году снялась в рекламе «Билайн». Первой известной работой стала роль Вари Черноус в комедийном телесериале 2010 года «Интерны». Дебютом на большом экране стал фильм «Ёлки», затем была главная роль в фильме «Zолушка». В 2011 году дебютировала в озвучивании (мультфильм «Иван Царевич и Серый Волк»).
С 2012 года является актрисой Московского драматического театра имени Ермоловой. Зимой 2013—2014 годов находилась в краткосрочном отпуске, связанном с рождением дочери. В конце января 2014 года вернулась на сцену. В 2013 году сыграла главную женскую роль в фильме «Дублёр», в 2014 году — в фильме «Лёгок на помине».
В 2020 году на сайте kinoafisha.ua было сказано, что актрисой она решила стать в детстве, посмотрев сериал «Дикий ангел» и став поклонницей творчества Наталии Орейро, после чего эта информация была размещена в Википедии и через некоторое время уже последнюю стали называть первоисточником, хотя ссылка на вышеуказанный сайт была дана прямо в тексте (как дана она и сейчас). В 2023 году в своём интервью актриса частично опровергла эту информацию, рассказав, что сериал смотрела её старшая сестра, а ей, в силу юного возраста, это запрещали и она видела Орейро только эпизодами, но никогда её поклонницей не являлась.
В августе 2020 года выступила членом жюри кинофестиваля «Короче». В сентябре 2020 года стала ведущей реалити-шоу «Золото Геленджика» на ТНТ.

## Личная жизнь
Некоторое время состояла в отношениях со своим сокурсником Виктором Степаняном. В 2011 году актриса недолгое время встречалась с актёром Алексеем Гавриловым, сыгравшим роль Гоши в сериале «Универ».
В 2013 году вышла замуж за телеведущего и актёра Гарика Харламова (род. 28 февраля 1981). 5 января 2014 года у них родилась дочь Анастасия. 22 июня 2020 года пара объявила о разводе.

## Роли в театре
- «Портрет мадемуазель Таржи». Режиссёр: Наталья Ермакова — Фантин
- «Счастливый номер». Режиссёр: Михаил Церишенко
- «Дачники». Режиссёр: Евгений Марчелли — Юлия Филипповна

#### Театр имени М. Н. Ермоловой
- «Язычники» (реж. Евгений Каменькович) — Дочь
- «Гамлет. Премьера!» (реж. Валерий Саркисов) — Офелия
- «Ревизор» — Марья Антоновна
- «Утиная охота» — Галина
- «Текст» (реж. Максим Диденко) — Нина
- «Покровские ворота» (реж. Олег Меньшиков)[21] — Людочка
- «Леди Макбет Мценского уезда» — Катерина Львовна

## Творчество

### Фильмография
| Год       |     | Название                         | Роль                                            |
| --------- | --- | -------------------------------- | ----------------------------------------------- |
| 2008      | с   | Понять. Простить                 | Анастасия Снитко, племянница Григория Храпачёва |
| 2010—2013 | с   | Интерны                          | Варвара Черноус, интерн                         |
| 2010      | с   | «Алиби» на двоих                 | Саша Коробцова, дочь Тамары                     |
| 2010      | ф   | Ёлки                             | Лена, девушка из Швейцарии                      |
| 2012      | с   | Синдром дракона                  | Александра Максимова                            |
| 2012      | ф   | Zолушка                          | Маша Крапивина                                  |
| 2012      | ф   | Настоящая любовь                 | Лена Антонова                                   |
| 2013      | ф   | Дублёр                           | Даша                                            |
| 2013      | ф   | Что творят мужчины!              | сектантка / Света                               |
| 2013      | с   | Незлоб                           | камео                                           |
| 2014      | ф   | Лёгок на помине                  | флорист Лиза                                    |
| 2015      | ф   | А зори здесь тихие...            | Галя Четвертак                                  |
| 2016      | ф   | Чемпионы: Быстрее. Выше. Сильнее | Светлана Хоркина                                |
| 2016      | с   | Тайна кумира                     | Ольга Торрес                                    |
| 2016      | ф   | Психи                            | Майя, девушка-гот                               |
| 2019      | с   | Входя в дом, оглянись            | Наташа                                          |
| 2019      | ф   | Текст                            | Нина Левковская                                 |
| 2020      | с   | Беезумие                         | Кристина                                        |
| 2020      | с   | Герой по вызову                  | Елизавета Андреевна Леонова, следователь        |
| 2020      | кор | Escape                           | Ксения                                          |
| 2020      | ф   | Китобой                          | Hollysweet_999                                  |
| 2021      | ф   | Красные пророчества              | преподавательница по вокалу                     |
| 2022      | ф   | Булки                            | Таня Бабанина                                   |
| 2022      | ф   | Декабрь                          | Елизавета Устинова                              |
| 2022      | ф   | Своя война                       | Алена, жена Ивана                               |
| 2022      | ф   | Хочу замуж                       | Любовь Юдина                                    |
| 2022      | с   | Люся                             | Нина                                            |
| 2022      | с   | Тётя Марта                       | Ольга Викторовна, учительница Марты             |
| 2022      | с   | А сейчас реклама                 | Имя персонажа не указано                        |
| 2023      | с   | Райцентр                         | Милка                                           |
| 2023      | с   | Сансара                          | Надя, Вера                                      |
| 2024      | ф   | Киноплёнка № 8                   | Мария                                           |
| 2024      | ф   | Обе две                          | Аня                                             |
| 2025      | ф   | Письмо Деду Морозу               | Оля                                             |
| 2025      | с   | Склиф                            | Женя Покровская                                 |
| 2025      | ф   | Чучело                           | учительница                                     |

### Дубляж и озвучивание
- 2011 — Иван Царевич и Серый Волк — Белочка
- 2012 — Хранители снов — Зубная фея (Айла Фишер)
- 2014 — Оз: Возвращение в Изумрудный Город — Глинда (Бернадетт Питерс)
- 2014 — Переполох в джунглях — Саша (Джессика ДиЧикко)
- 2018 — Псы под прикрытием — Дэйзи (Джордин Спаркс)

### Телевидение
- 2010 — «Ешь и худей!» — участница[23]
- 2011 — «Зарядка со звёздами» — гость[24]
- 2011 — «Выпуск ТСН-Особливе: Пікантні новини дня» — объект истории[25]
- 2011 — «Невероятная правда о звёздах» — объект истории[26]
- 2011 — «Воскресенье с Кварталом-95» — участница (с Ильёй Глинниковым)[27]
- 2012 — «Оливье-шоу» («Большая разница», пародия на сказку «12 месяцев») — падчерица[28]
- 2012 — «Минута славы. Мечты сбываются!» — гость в зрительном зале[29]
- 2012 — «Жестокие игры» — участница
- 2012 — «Comedy Club» — гость
- 2012 — «Танцы со звездами» — участница (с Артемом Лялиным)
- 2013 — «Нереальная история» — Мэриан Гуд, возлюбленная и жена Робина Гуда
- 2013 — «Comedy Club» — гость
- 2013 — «Вечерний Ургант» — гость (с Гариком Харламовым)
- 2014 — «Вечерний Ургант» — гость (с Гариком Харламовым)
- 2014 — «Comedy Club» — гость
- 2014 — «Ледниковый период» — участница (с Алексеем Тихоновым)
- 2015 — «Вечерний Ургант» — гость (с Екатериной Вилковой)
- 2015 — «Comedy Club» — гость
- 2016 — «Без страховки» — участница (с Юрием Тюкиным)
- 2016 — «Comedy Club» — гость
- 2017 — «Вечерний Ургант» — гость (с Анной Хилькевич)
- 2017 — «Comedy Club» — гость
- 2018 — «Comedy Club» — гость
- 2019 — «Вечерний Ургант» — гость (с Иваном Янковским)
- 2019 — «Comedy Club» — гость
- 2020 — «Вечерний Ургант» — гость (с Александром Молочниковым)
- 2020 — «Золото Геленджика» — ведущая (с Иваном Охлобыстиным и Тимуром Родригезом)

### Съёмки в клипах
- 2010 — «Сердце» («Опасные»)[30]
- 2013 — «Ла-ла-ла» (Влад Соколовский)[31]
- 2019 — «Love is» (Егор Крид)[32]

### Модель
- 2010 — модель журнала «ТВ-программа Семь» в платье anNAIVanova[33]
- 2010 — модель журнала «Maxim», октябрь 2010[34][35]
- 2011 — модель журнала «Hello» в платье «Versace» и кольцах «Roberto Cavalli»[36]
- 2011 — модель журнала «Образ жизни» в платьях Slada Fashion[37].

## Признание
- 2013 — Премия Fashion People Awards в номинации «Fashion актриса»[38]
- 2011 — «ТВ-актриса года» по версии журнала Glamour[39][40]
- 2010 — «Самая сексуальная женщина России» по версии журнала «Maxim»[41][42].